# ورزشگاه ملی (ازبکستان)
ورزشگاه ملی (انگلیسی: Milliy Stadium) یک ورزشگاه فوتبال در کشور ازبکستان است.
این ورزشگاه که در شهر تاشکند قرار دارد در سال ۲۰۱۲ تأسیس شده و دارای ۳۴٬۰۰۰ نفر ظرفیت می‌باشد.

## نگارخانه

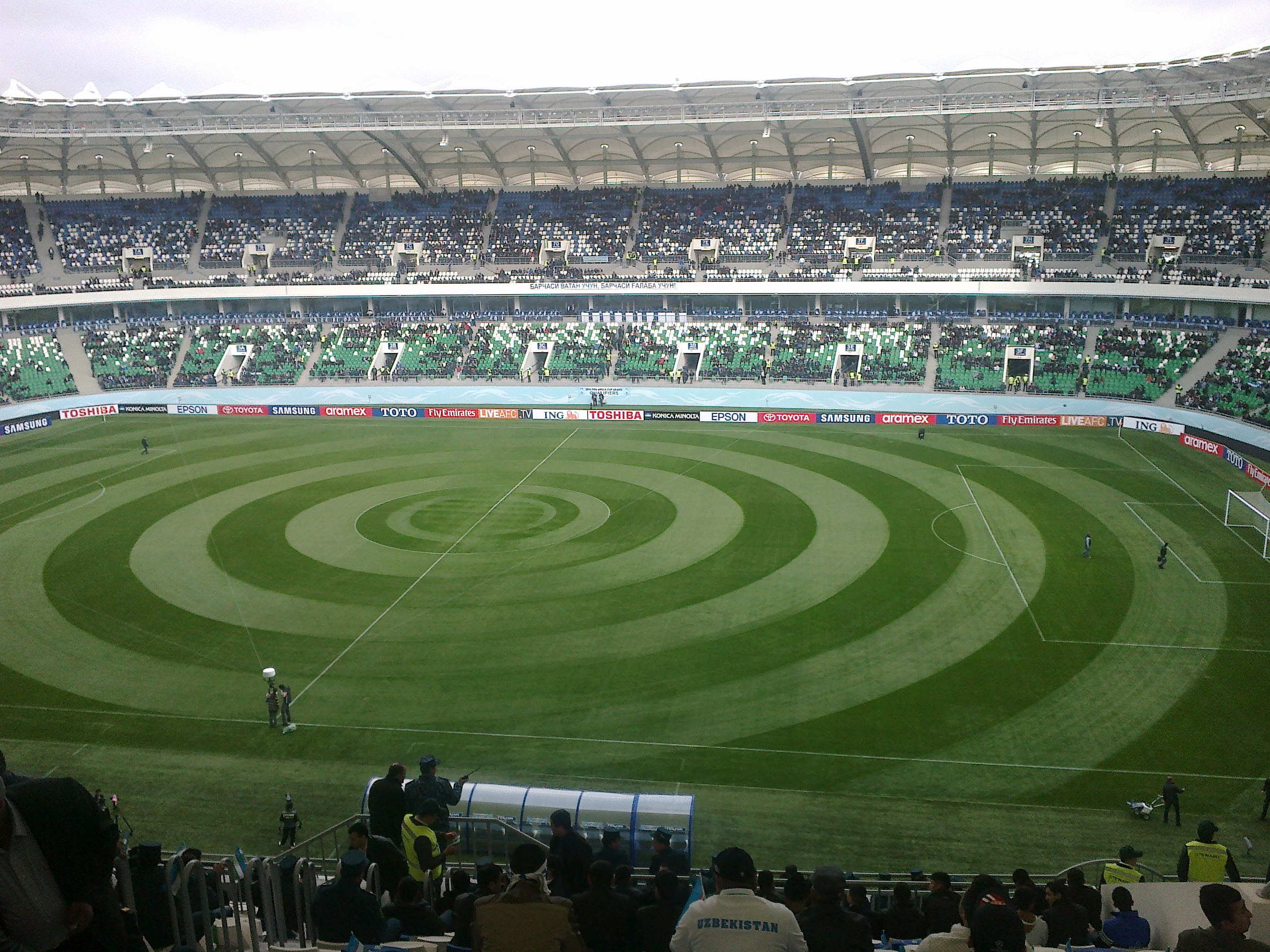
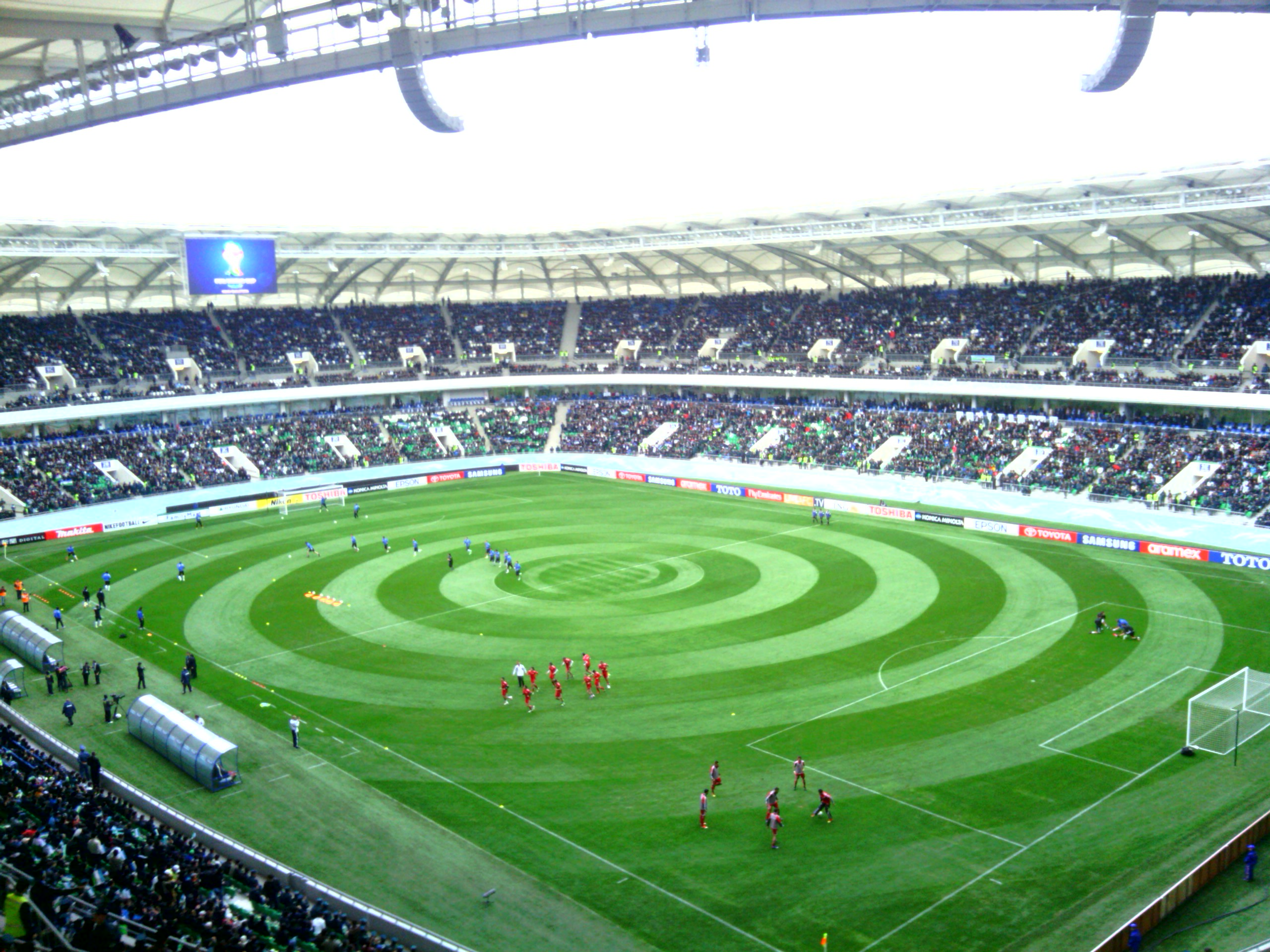
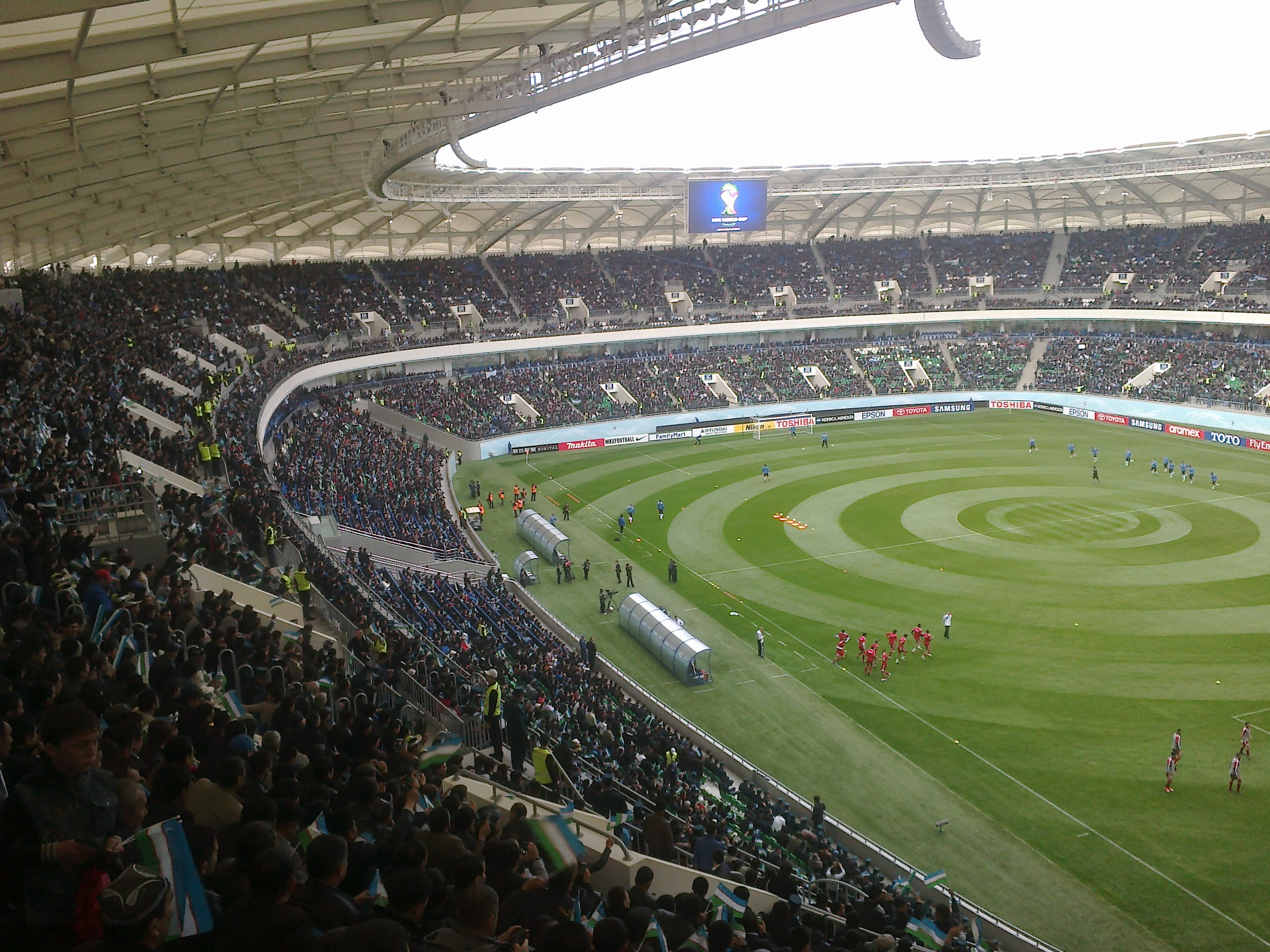